# Ruellia haenkeana
Ruellia haenkeana là một loài thực vật có hoa trong họ Ô rô. Loài này được (Nees) Wassh. miêu tả khoa học đầu tiên năm 1988.